# 琼库恰克乡
琼库恰克乡，是中华人民共和国新疆维吾尔自治区喀什地区巴楚县下辖的一个乡镇级行政单位。

## 行政区划
琼库恰克乡下辖以下地区：
玉祖木吕克巴格村、苏外提其买里村、阔纳琼库恰克村、巴扎加米村、格什勒克村、吐格曼贝希村、塔勒克村、明哈达村、结然帕塔村、赛克散库足克村、巴格托格拉克村、阿克托格拉克村、克孜勒库木村、吾斯塘博依村、且克且克村、玉吉米力克村、塔什郎托格拉克村、希庞村、元宝勒克村、扎热特村、古勒巴格村、拱拜孜村、温阿勒台库什村、铁日木村、其乃巴格村和英巴扎村。